# Каратаї
Карата́ї — етнографічна група народу мокшан, що живе в деяких селах Камсько-Устьїнського району Татарстану (Росія).
Мова — татарська тюркської групи.
За походженням каратаї — частина мордви, асимільована у XVIII столітті татарами.
В культурі та побуті каратаїв переплітаються татарські, мордовські і російські етнографічні елементи.